# Ringer-Europameisterschaften 1992
Die Ringer-Europameisterschaften 1992 fanden Ende April im griechisch-römischen Stil in Kopenhagen und Anfang Mai im freien Stil in Kaposvár (Ungarn) statt.

## Griechisch-römisch

### Ergebnisse
| Klasse  | Gold                              | Silber              | Bronze                   |
| ------- | --------------------------------- | ------------------- | ------------------------ |
| -48 kg  | Lars Rønningen                    | Iliuță Dăscălescu   | Safar Safar ogly Gulijew |
| -52 kg  | Alfred Ter-Mkrtchyan              | Bratan Zenow        | Remzi Öztürk             |
| -57 kg  | Rıfat Yıldız                      | Marian Sandu        | Isaak Theodoridis        |
| -62 kg  | Sergei Alexandrowitsch Martynow   | Hugo Dietsche       | Jenő Bódi                |
| -68 kg  | Ghani Yalouz                      | Attila Repka        | Valeri Nikitin           |
| -74 kg  | Mnazakan Frunsewitsch Iskandarjan | Yvon Riemer         | Erhan Balcı              |
| -82 kg  | Thomas Zander                     | Magnus Fredriksson  | Goran Kasum              |
| -90 kg  | Maik Bullmann                     | Iwajło Jordanow     | Tibor Komáromi           |
| -100 kg | Andrzej Wroński                   | Ibragim Schawchalow | Andreas Steinbach        |
| 130 kg  | Alexander Alexandrowitsch Karelin | Ioan Grigoraș       | György Kékes             |

### Medaillenspiegel (griechisch-römisch)
| Rang | Land         | Gold | Silber | Bronze |
| ---- | ------------ | ---- | ------ | ------ |
| 1    | GUS          | 4    | 1      | 1      |
| 2    | Deutschland  | 3    | 0      | 1      |
| 3    | Frankreich   | 1    | 1      | 0      |
| 4    | Polen        | 1    | 0      | 0      |
|      | Norwegen     | 1    | 0      | 0      |
| 6    | Rumänien     | 0    | 3      | 0      |
| 7    | Bulgarien    | 0    | 2      | 0      |
| 8    | Ungarn       | 0    | 1      | 3      |
| 9    | Schweden     | 0    | 1      | 0      |
|      | Schweiz      | 0    | 1      | 0      |
| 11   | Türkei       | 0    | 0      | 2      |
| 12   | Griechenland | 0    | 0      | 1      |
|      | Jugoslawien  | 0    | 0      | 1      |
|      | Estland      | 0    | 0      | 1      |

## Freistil

### Ergebnisse
| Klasse  | Gold                               | Silber                       | Bronze                           |
| ------- | ---------------------------------- | ---------------------------- | -------------------------------- |
| -48 kg  | Romică Rașovan                     | Wugar Nariman ogly Orudschow | Reiner Heugabel                  |
| -52 kg  | Iwan Zonow                         | Constantin Corduneanu        | Ahmet Orel                       |
| -57 kg  | Bagawdin Umachanow                 | Remzi Musaoğlu               | Rumen Pawlow                     |
| -62 kg  | Giovanni Schillaci                 | Rossen Wassilew              | İsmail Faikoğlu                  |
| -68 kg  | Georg Schwabenland                 | Boris Budajew                | Walentin Gezow                   |
| -74 kg  | Magomedsalam Gadschijew            | Walentin Schelew             | Krzysztof Walencik               |
| -82 kg  | Sebahattin Öztürk                  | László Dvorák                | Rustem Kasbekowitsch Kelechsajew |
| -90 kg  | Macharbek Chasbijewitsch Chadarzew | Gábor Tóth                   | Kenan Şimşek                     |
| -100 kg | Leri Chabelowi                     | Heiko Balz                   | Ali Kayali                       |
| 130 kg  | Andreas Schröder                   | Mahmut Demir                 | Kiril Barbutow                   |

### Medaillenspiegel (Freistil)
| Rang | Land        | Gold | Silber | Bronze |
| ---- | ----------- | ---- | ------ | ------ |
| 1    | GUS         | 4    | 2      | 1      |
| 2    | Deutschland | 2    | 1      | 1      |
| 3    | Türkei      | 1    | 2      | 4      |
| 4    | Bulgarien   | 1    | 2      | 3      |
| 5    | Rumänien    | 1    | 1      | 0      |
| 6    | Italien     | 1    | 0      | 0      |
| 7    | Ungarn      | 0    | 2      | 0      |
| 8    | Polen       | 0    | 0      | 1      |